# District de Sambú
Le district de Sambú est l'une des divisions qui composent la comarque Emberá-Wounaan, au Panama.

## Description
Le district a une superficie de 1 296,4 km2 et une population de 2 286 habitants (au recensement de 2010), avec une densité de population de 1,76 habitants/km2. Elle est située dans la région du Darién.

## Division politico-administrative
Elle est composée de deux corregimientos :
- Río Sabalo (es)
- Jingurudó (es)

## Crédit d'auteurs
- (es) Cet article est partiellement ou en totalité issu de l’article de Wikipédia en espagnol intitulé « Distrito de Sambú » (voir la liste des auteurs).